# Cornelia-Ida
Cornelia-Ida est un village du Guyana situé dans la région Îles d'Essequibo-Demerara occidental.

## Description et accès
La communauté se situe à l'est du Demerara. Des commerces bordent l'entrée de chaque coin de rue.

## Histoire
Le 13 décembre 1953 à Cornelia-Ida, un rassemblement illégal de 500 personnes selon la police entraîne l'arrestation de dix membres du parti populaire progressiste dont Janet Jagan,,.